# Laura Nelson Hall
Laura Nelson Hall (nacida como Laura Barnhurst, 11 de julio de 1876-11 de julio de 1936) fue una actriz de teatro y de compañías de vodevil estadounidense que trabajó a finales del siglo XIX y principios del siglo XX.

## Vida y carrera
Hall nació en Filadelfia, Pensilvania, y debutó en el teatro con la Girard Avenue Stock Company el 13 de septiembre de 1897, en una obra titulada Our Friends. Al año siguiente, apareció en un papel secundario en la producción original de The Moth and the Flame junto a Herbert Kelcey y Effie Shannon. Este papel secundario le valió un gran reconocimiento y un nuevo representante, Augustin Daly. Con Daly, Hall no tardó en ascender, y pasó a conseguir mejores papeles, consiguiendo un gran papel en The Great Ruby, An Enemy to the King, y un puesto en una gira nacional de The Purple Lady.
Esta serie de éxitos llevó a Hall hasta Broadway, donde una de sus obras más exitosas fue la farsa de Sydney Rosenfeld The Two Escutcheons, que tuvo una duración inusualmente larga en el Bijou Theatre de Nueva York en 1899.
Desde Nueva York, Hall se dirigió al oeste, apareciendo con la Ralph Cummings Stock Company en la costa del Pacífico, así como en la Grand Opera House de San Francisco, y entre 1900 y 1901 apoyó a estrellas como Joseph Haworth, Edwin Arden, Walter Perkins y Minnie Seligman. Cuando finalmente regresó al Este, fue para interpretar un papel en el drama de Paul Armstrong, St. Ann, que siguió con un largo compromiso en la Empire Stock Company de Columbus, Ohio.
A pesar de las elogiosas críticas de la prensa por sus actuaciones en el Medio Oeste, la desgracia se cebó con la vida de Hall. En enero de 1904, su esposo, el actor Ned Howard Fowler, se suicidó. Hall estaba con Fowler cuando éste se disparó, junto con su médico personal, el Dr. Starling Wilcox. El médico había sido llamado para atender al joven actor, que estaba "excesivamente nervioso" por el exceso de trabajo. Hall y Fowler eran empleados del Empire y acababan de casarse tras llegar con su compañía a Columbus.

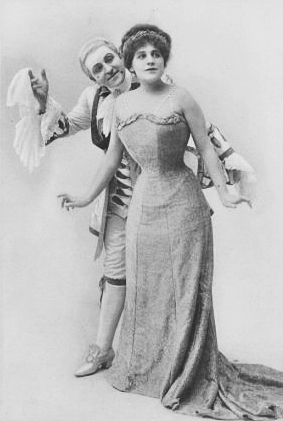
Una fotografía promocional en la revista "Theatre Magazine" anunciando el papel de Hall en "Everywoman" de Walter Browne. La obra se estrenó en el Herald Square Theatre de Nueva York el 27 de febrero de 1911.

Sin embargo, Hall no perdió tiempo en volver a trabajar. Pronto se convirtió en la primera dama de la Arden Stock Company de Washington D. C., antes de trasladarse a Nueva Orleans, Luisiana. Allí adquirió aún más protagonismo, actuando con la Grand Opera House Stock Company. En octubre de 1905 fue la actriz principal en una producción de A Modern Magdalene. El New Orleans Times-Picayune elogió su trabajo en la obra, comentando sobre su papel de Katinka, la joven y bella protagonista es una actriz muy capaz, y sería más difícil imaginar una interpretación más inteligente del papel que la de la señorita Hall.
Su reputación siguió creciendo cuando Hall regresó finalmente a Nueva York en 1907. Su obra The Coming of Mrs. Patrick se estrenó en el Madison Square Theatre, en la calle 24, en noviembre de 1907, con Hall en el papel principal. Las críticas locales sobre su actuación fueron muy positivas: "Mrs. Patrick posee una alegría de vivir que contrasta con su familia, cuyos otros miembros son cascarrabias y melancólicos". Otro observador señaló que había "una plenitud, una amplitud de estilo y una calidad simpática en la actuación de la señorita Hall que la hacen una selección ideal para este papel en particular."
Al año siguiente, el Daly's Theatre de Broadway presentó Girls en abril, y Hall formaba parte del reparto original, pero finalmente fue sustituida por Bessie Toner. Hall participó en un drama de tres actos, New York, que se estrenó en el Garrick Theatre de Filadelfia, Pensilvania, en septiembre de 1910. Producida por William J. Hurlbut, la obra se presentó en el Columbia Theater de Washington D. C., varias semanas después.
Una puesta en escena de 1910 de Children of Destiny en el Savoy Theatre, 112 West Calle 34 (Manhattan), recibió una reseña negativa por parte de un crítico que la calificó de torpe. La participación de Hall fue recibida de forma más positiva. Se le atribuyó el mérito de transmitir una gentileza y dulzura de carácter subyacentes. La obra era un drama en tres actos, otra composición de Rosenfeld.
La primera producción de Everywoman, de Walter Browne, tuvo lugar en el Herald Square Theatre en febrero de 1911. Hall participó en la producción junto a Patricia Collinge y Wilda Bennett.
Hall participó en dos películas. Lo más probable es que se produjeron en Nueva York o en sus alrededores, donde la industria cinematográfica aún estaba centrada y cerca de los actores de teatro. Son Dope (1914) y The Stubbornness of Geraldine (1915).
Hall falleció el día que cumplía 60 años en New Rochelle, Nueva York el 11 de julio de 1936.

## Papeles principales

### Teatro
- 1907: The Coming of Mrs. Patrick [Mrs. Patrick] de Rachel Crothers. Prod. Walter N. Lawrence. Haoyt's Theatre, Nueva York.
- 1908: Girls [Pamela Gordon] de Clyde Fitch. Basada en una obra de Alexander Engel y Julius Horst. Dir. Clyde Fitch Musical Dir. George Martens. Daly's Theatre, Nueva York.
- 1909: The Easiest Way [Elfie St. Clair] de Eugene Walter. Dir. David Belasco. Stuyvesant Theatre, New York.
- 1909: The Sins of Society de Cecil Raleigh y Henry Hamilton. Dir. Lawrence Marston y Ernest D'Auban. New York Theatre, Nueva York.
- 1910: Children of Destiny de Sydney Rosenfeld. Dir. Sydney Rosenfeld. Savoy Theatre, Nueva York.
- 1910: New York de William J. Hurlbut. Prod. A. H. Woods. Bijou Theatre, Nueva York.
- 1911: Everywoman; Her Pilgrimage in Quest of Love [Everywoman], Música por George Whitefield Chadwick; Escrito por Walter Browne; Director musical: Hugo Frey.
- 1913: The Poor Little Rich Girl [Mother] de Eleanor Gates. Prod. Arthur Hopkins. Hudson Theatre, Nueva York.
- 1914: What It Means to a Woman de E. H. Gould y F. Whitehouse.Prod. H. H. Frazee. Longacre Theatre, Nueva York.
- 1918: Her Honor, the Mayor de Arline Van Ness Hines. Prod. Actors' y Authors' Theatre. Fulton Theatre, Nueva York.
- 1921: The Survival of the Fittest [Katherine Willard] de George Atkinson. Greenwich Village Theatre, Nueva York.
- 1921: The Easiest Way [Elfie St. Clair] de Eugene Walter. Dir. David Belasco. Lyceum Theatre, Nueva York.

### Cine
- 1915: The Stubbornness of Geraldine. Basada en la obra de Clyde Fitch. Dir. Gaston Mervale.
- 1914: Dope. [Mrs. Binkley] por Herman Lieb. Basada en la obra de Joseph Medill Patterson.